# Embühren
Embühren település Németországban, Schleswig-Holstein tartományban. Lakosainak száma 199 fő (2023. december 31.).

## Népesség
A település népességének változása:
| Lakosok száma | 215  | 203  | 206  | 196  | 205  | 199  |
|               | 1975 | 2017 | 2019 | 2021 | 2022 | 2023 |